# Khalil Gibran
Pour les articles homonymes, voir Gibran.
Gibran Khalil Gibran [ʒi.bʁɑ̃ ka.lil ʒi.bʁɑ̃] (en arabe : جُبْرَان خَلِيل جُبْرَان), usuellement appelé Kahlil Gibran [kɑːˈliːl dʒɪˈbrɑːn] dans le monde anglophone et Khalil Gibran [ka.lil ʒi.bʁɑ̃] dans le monde francophone, est un écrivain, poète et artiste visuel libano-américain d'expression arabe et anglaise, né le 6 janvier 1883 à Bcharré (Moutassarifiat du Mont-Liban) et mort le 10 avril 1931 à New York. Il était également considéré comme un philosophe, bien qu'il ait lui-même rejeté ce titre.
Il est surtout connu comme l'auteur de Le Prophète, recueil de textes poétiques en anglais publié pour la première fois aux États-Unis en 1923 et devenu depuis l'un des livres les plus vendus de tous les temps, traduit en plus de 100 langues. Il devint particulièrement populaire durant les années 1960 dans le courant de la contre-culture et les mouvements « New Age ». Son œuvre poétique le fit comparer à William Blake et il est considéré comme le troisième poète le plus vendu, derrière Shakespeare et Lao Tseu.
En 1904, les dessins de Gibran furent exposés pour la première fois au studio de Fred Holland Day à Boston, et son premier livre en arabe fut publié en 1905 à New York. Grâce à l’aide financière de sa bienfaitrice, Mary Haskell (en), Gibran étudia l’art à Paris de 1908 à 1910. Là-bas, il entra en contact avec des penseurs politiques syriens prônant la rébellion en Syrie ottomane après la révolution jeune-turque ; certains écrits de Gibran, exprimant ces mêmes idées ainsi que l’anticléricalisme, furent finalement interdits par les autorités ottomanes. En 1911, Gibran s’installa à New York, où son premier livre en anglais, Le Fou, fut publié par Alfred A. Knopf en 1918, alors qu’il écrivait à la même époque Le Prophète ou Les Dieux de la Terre. Ses œuvres visuelles furent exposées à la Montross Gallery en 1914, et aux galeries M. Knoedler & Co. en 1917. Dès 1912, Il eut une large correspondance avec May Ziadeh. En 1920, Gibran refonda la Ligue de la Plume avec d’autres poètes mahjari.
Selon Suheil Bushrui et Joe Jenkins, la vie de Gibran fut « souvent prise entre la rébellion nietzschéenne, le panthéisme blakien et le mysticisme soufi ». Salma Khadra Jayyusi l’a qualifié de « l’influence la plus importante sur la poésie et la littérature arabes pendant la première moitié du XXe siècle », et il est toujours célébré comme un héros littéraire au Liban. Au moment de sa mort à l’âge de 48 ans des suites d’une cirrhose et d’une tuberculose naissante à un poumon, il avait acquis une renommée littéraire « des deux côtés de l’océan Atlantique », et Le Prophète avait déjà été traduit en allemand et en français. Son corps fut transféré à son village natal de Bcharré (au Liban actuel), auquel il avait légué toutes les futures royalties de ses livres, et où un musée consacré à ses œuvres existe aujourd’hui.

## Biographie

### Origines familiales

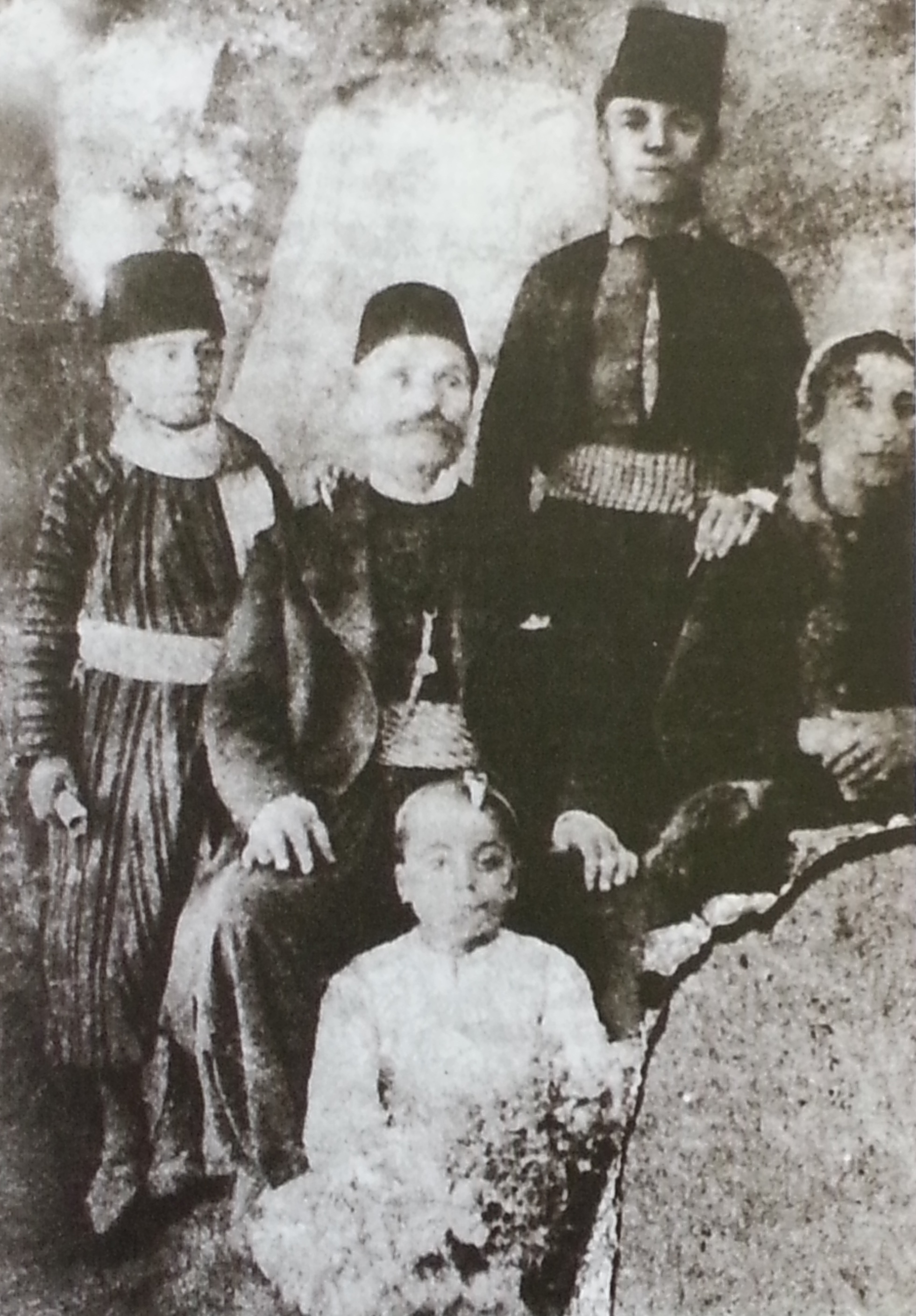
La famille Gibran en 1889. En haut, de gauche à droite : Gibran, son père Khalil, Boutros et Kamlé. En bas : Sultana.

Gibran Khalil Gibran naît le 6 janvier 1883 à Bcharré, dans la moutassarifat du Mont-Liban (aujourd'hui le Liban), province autonome de l'Empire ottoman dans une famille chrétienne maronite. Sa mère Kamlé, alors âgée d'environ trente ans à sa naissance, est la fille d’un prêtre maronite dont la famille était d'origine musulmane. Son père Khalil Saad est le troisième époux de celle-ci et de six ans son aîné,. Comme l'écrivent Bushrui et Jenkins, les parents de Gibran lui donneront un exemple de tolérance en "refusant de perpétuer les préjugés religieux et le fanatisme dans leur vie quotidienne". Gibran avait deux sœurs cadettes, Marianna et Sultana, et un demi-frère aîné, Boutros, issu d'un précédent mariage de Kamila.
Les rares documents mentionnant les Gibran indiquent qu'ils sont arrivés à Bcharré vers la fin du XVIIe siècle. Le grand-père paternel de Kamila s'était converti de l'islam au christianisme,. Alors qu'un mythe familial les relie à des sources chaldéennes, une histoire plus plausible raconte que la famille Gibran est venue de Damas, en Syrie, au XVIe siècle, et s'est installée dans une ferme près de Baalbek, avant de déménager à Bash'elah en 1672. Une autre histoire situe l'origine de la famille Gibran à Acre avant d'émigrer à Bash'elah en 1300,,,.
Le nom de Gibran comprend successivement son prénom, Gibran, le prénom de son père Khalil, et son nom de famille, Gibran. Aux États-Unis, lorsqu'il entrera à l'école, son prénom sera remplacé par « Khalil », incorrectement orthographié « Kahlil », qu'il choisira pour signer ses œuvres en anglais,. Par la suite, ce pseudonyme sera corrigé par les traducteurs successifs et le nom de Khalil Gibran sera adopté dans les traductions ultérieures de ses œuvres - et notamment en français. Gibran continuera cependant d'utiliser son nom complet Gibran Khalil Gibran (en arabe : جُبْرَان خَلِيل جُبْرَان) dans la signature de ses œuvres en arabe.
La famille de Gibran vivait dans la pauvreté. En 1888, Gibran entra à l'école unique de Bcharré, dirigée par un prêtre où l'enseignement semble avoir été réduit au calcul élémentaire, à l'écriture et à la lecture dans les langues arabe et syriaque, et au service de la messe selon le rite maronite,,,.

### Enfance
Le père de Gibran travaillait initialement dans la pharmacie d'un oncle apothicaire. Ayant contracté une dette de jeu qu'il est incapable de payer, Khalil, le père de Gibran, se met au service d'un administrateur nommé par les autorités ottomanes ou chef de guerre local. Vers 1891, le père de Gibran est incarcéré sur des allégations de détournement de fonds, et les biens de sa famille sont confisqués par les autorités. C'est alors que Kamila décida de suivre son frère aux États-Unis. Bien que le père de Gibran soit libéré en 1894, Kamila resta déterminée et partit pour New York le 25 juin 1895, emmenant avec elle Boutros, Gibran, Marianna et Sultana, d'où ils rejoignent Boston et où ils furent hébergés un temps par le petit-fils d'un frère d'un arrière-grand-père de Gibran et l'épouse de celui-ci, avant de s’installer au 9, Oliver Place, dans le South End de Boston. Boston accueille à l'époque la deuxième plus grande communauté syro-libanaise des États-Unis.

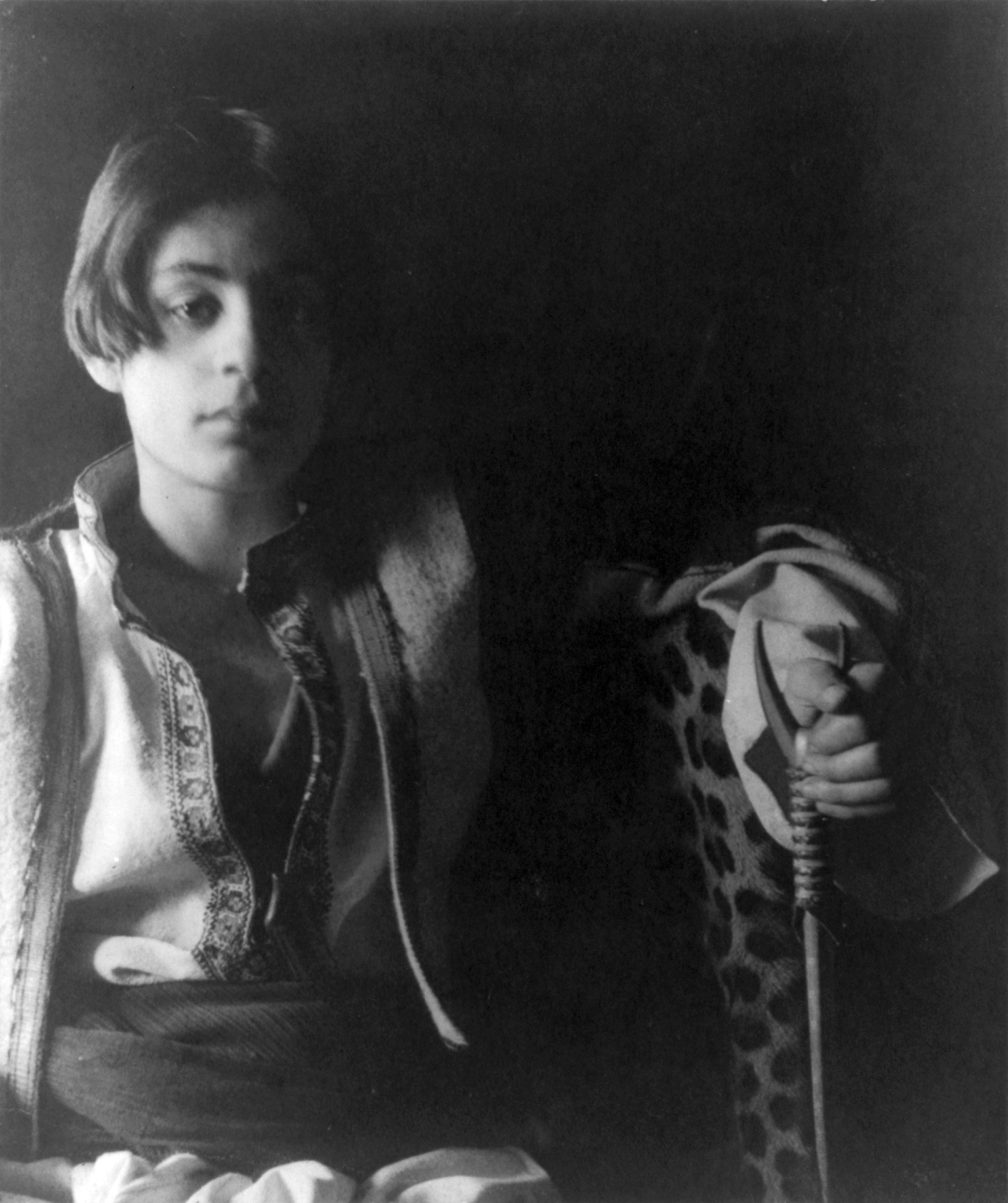
Gibran photographié par Fred Holland Day vers 1898.

Gibran entra à la Josiah Quincy School le 30 septembre 1895. Les responsables de l'école le placèrent dans une classe spéciale pour immigrants afin qu'il apprenne les rudiments de l'anglais. Son nom fut enregistré avec l'orthographe anglicisée « Kahlil Gibran »,. Sa mère commença à travailler comme couturière colporteuse, vendant de la dentelle et du linge de maison de porte en porte, puis comme couturière itinérante, jusqu'à ce qu'un an plus tard elle ait réuni assez d'argent pour permettre à son beau-fils Boutros d'ouvrir une boutique.
Gibran s'inscrivit également en école d'art à Denison House, un foyer de quartier voisin. Grâce à ses professeurs, il fut présenté à l'artiste, photographe et éditeur avant-gardiste de Boston, Fred Holland Day, qui encouragea et soutint Gibran dans ses projets créatifs. En mars 1898, Gibran rencontra Josephine Preston Peabody, de huit ans son aînée, lors d'une exposition de photographies de Day « où le visage de Gibran était un sujet majeur ». Gibran développera un attachement romantique envers elle. La même année, un éditeur utilisa certains dessins de Gibran pour des couvertures de livres.

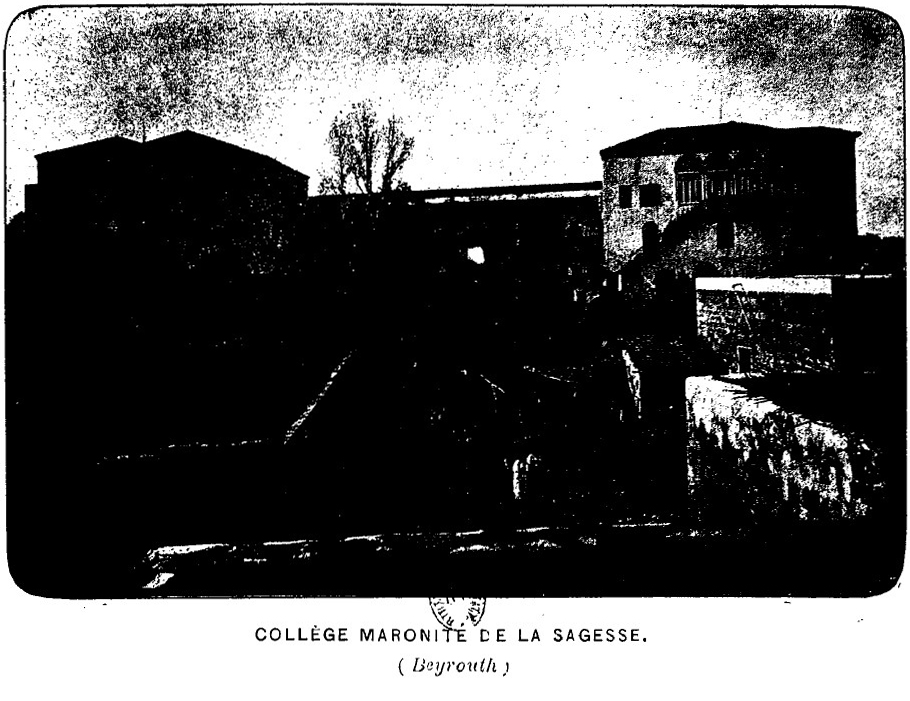
Le Collège maronite de la Sagesse à Beyrouth

Kamila et Boutros voulaient que Gibran absorbe davantage son propre patrimoine plutôt que la culture esthétique occidentale qui l'attirait. Ainsi, à l'âge de quinze ans, Gibran fut envoyé dans son pays natal pour étudier la littérature arabe pendant trois ans au Collège de la Sagesse, un institut dirigé par les prêtres Maronites à Beyrouth, tout en apprenant le français (la journaliste américaine Alma Reed écrira plus tard qu'il le parlait couramment). Dans sa dernière année à l'école, Gibran créa une revue étudiante avec d'autres étudiants, dont Youssef Howayek (qui restera un ami fidèle), et il fut nommé "poète du collège". Gibran obtint son diplôme de l'école à dix-huit ans avec les honneurs, puis partit pour Paris pour y apprendre la peinture, visitant la Grèce, l'Italie et l'Espagne.
Le 4 avril 1902, sa sœur Sultana meurt, à quatorze ans, de ce qui semble être la tuberculose. Ayant appris la nouvelle, Gibran traversa l'Atlantique et revint à Boston, arrivant deux semaines après l'enterrement de Sultana, en étant passé par Ellis Island le 10 mai. L’année suivante, Boutros meurt de la même maladie puis sa mère d’un cancer le 28 juin. Deux jours plus tard, Peabody "le quitta sans explication". Sa sœur Mariana semble avoir subvenu aux besoins matériels d'elle-même et de Gibran grâce à un emploi dans un atelier de couture.

### Premières œuvres

#### Gibran et Mary Haskell

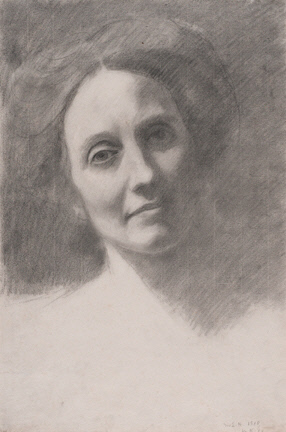
Portrait de Mary Haskell par Gibran, 1910

Les dessins de Gibran sont exposés pour la première fois en 1904 à Boston, au studio de Fred Holland Day, où Gibran rencontre Mary Elizabeth Haskell (en), directrice d'une école pour filles de neuf ans son aînée, « qui devient son amie intime, sa protectrice et sa bienfaitrice ».
Les deux établirent une amitié qui dura toute la vie de Gibran. Haskell dépensa de grosses sommes d'argent pour soutenir Gibran et édita également tous ses écrits en anglais. La nature de leur relation amoureuse reste obscure ; tandis que certains biographes affirment qu'ils étaient amants, mais ne se sont jamais mariés en raison de l'opposition de la famille de Haskell, d'autres preuves suggèrent que leur relation n'a jamais été consommée physiquement. Gibran et Haskell furent brièvement fiancés entre 1910 et 1911.
Selon Joseph P. Ghougassian, Gibran lui avait proposé un mariage "ne sachant pas comment la remercier de sa gratitude", mais Haskell l'avait annulé, lui "laissant clairement comprendre qu'elle préférait son amitié à tout lien de mariage pesant". Haskell épouserait plus tard Jacob Florance Minis en 1926, tout en restant l'amie proche, mécène et bienfaitrice de Gibran, et en utilisant son influence pour faire avancer sa carrière.

#### Les débuts littéraires
C'est également en 1904 que Gibran rencontra Amin al-Ghurayyib, rédacteur en chef d'Al-Mohajer ('L'Émigré'), où Gibran commença à publier des articles. Les œuvres littéraires se succèdent jusqu’à ce qu’il décroche une bourse d’étude en histoire de l’art à Paris.

En 1905, Gibran publie un premier essai en arabe, Nubḏaẗ fī fann al-mūsīqá (« Traité de l'art musical » ou « A Profile of the Art of Music » en anglais), par le département d'impression d'Al-Mohajer à New York. Il publie deux autres livres en arabe au cours des trois années suivantes : ‘Arā’is al-murūǧ (signifiant « Les Nymphes des vallées » ou « Nymphs of the Valley » en anglais) en 1906, roman qui jouit d’un succès inédit auprès des lecteurs anglophones et arabophones. 
« Reflétant le langage quotidien entendu lorsqu’il était enfant à Bcharré, puis dans le quartier syrien du South End de Boston, c’est cet idiome familier, résultat de l’isolement beaucoup plus que d’une intention délibérée, qui a séduit des milliers d’immigrants arabes », écrit le romancier Jean Gibran. Al-Arwāḥ al-mutamarridaẗ (signifiant « Les Esprits rebelles » ou « Rebellious Spirits » en anglais) suivit en 1908, une oeuvre critique aussi bien envers les autorités ecclésiastiques que laïques. Selon Barbara Young, une connaissance tardive de Gibran, "en un temps incroyablement court, il fut brûlé sur la place du marché à Beyrouth par des zélateurs sacerdotaux qui le déclarèrent 'dangereux, révolutionnaire et empoisonnant pour la jeunesse'". Le patriarcat maronite laissa circuler la rumeur de son excommunication, mais ne la prononça jamais officiellement.
Le 27 janvier 1908, Haskell présenta Gibran à son amie écrivaine Charlotte Teller, âgée de 31 ans, et en février, à Émilie Michel (Micheline), professeure de français à l'école de Haskell, âgée de 19 ans. Teller et Micheline acceptèrent de poser pour Gibran comme modèles et devinrent ses amies proches.
En 1908, grâce à Mary Haskell, Gibran part étudier l’art à Paris.

#### Deuxième séjour à Paris
Il y fréquente l'académie Julian puis l'atelier de Pierre Marcel-Béronneau. Le père de Gibran meurt en 1909. En 1910, les autorités ottomanes ordonnent l'autodafé en place publique d'Al-Arwāḥ al-mutamarridaẗ. Le 22 octobre 1910, Gibran repart aux États-Unis, il débarque à New York le 31 octobre, et arrive à Boston le lendemain.
Gibran et May Ziadé
Pendant 19 années, Khalil Gibran entretient une correspondance avec May Ziadé, première féministe et première femme de lettres arabe à être publiée de son vivant. Celle-ci évolue en une histoire d'amour platonique bien que les deux personnes ne se soient jamais rencontrées. Cette correspondance commence en 1912 et finit par la mort de l’écrivain en 1931, sans qu’aucun des deux écrivains ne révèle à l’autre explicitement ses sentiments. Lorsque Gibran s’apprête à publier « Le Prophète » en 1923, May Ziadé publie « Ténèbres et lueurs » recueil de textes disparates constitués de méditations philosophiques, de poèmes en prose et d’écritures métaphoriques.
Quand Gibran décède en 1931, May Ziadé sombre dans une profonde dépression dont elle ne se relèvera jamais. Leurs lettres compilées par le poète furent publiées sous le titre « La flamme bleue » et demeurent un modèle inégalé de correspondance amoureuse dans la littérature arabe.

### Carrière littéraire

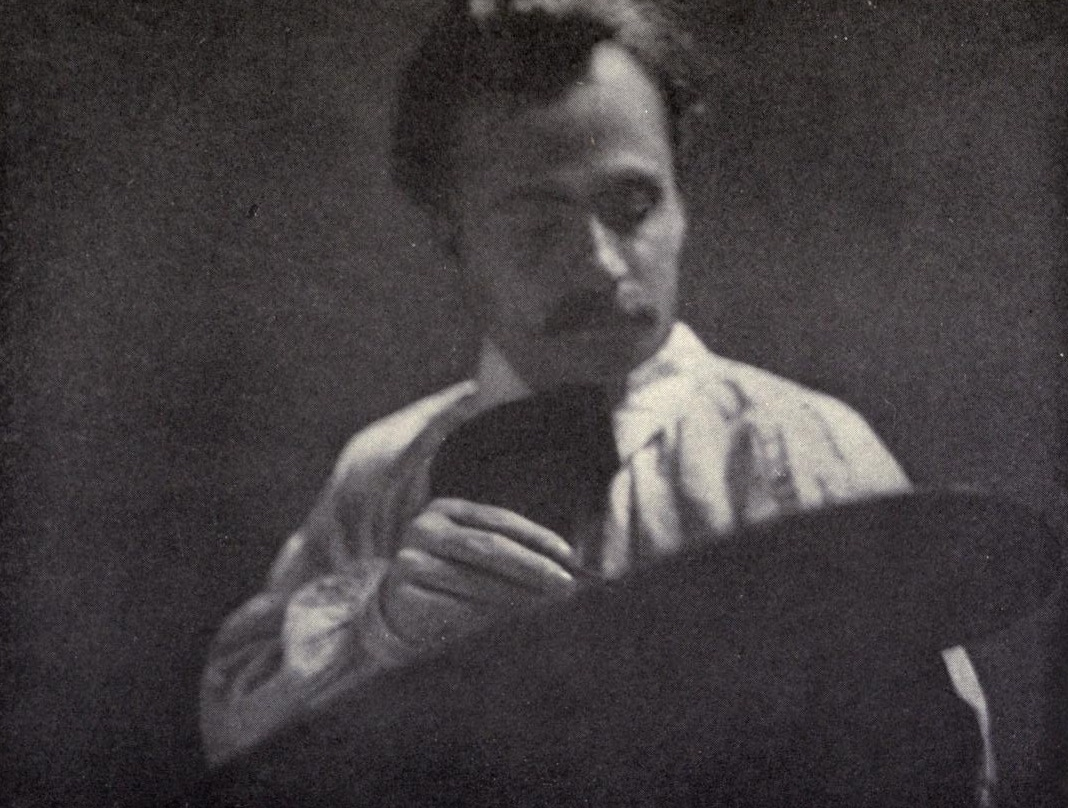
Portrait de Gibran peignant, au plus tard en 1920.

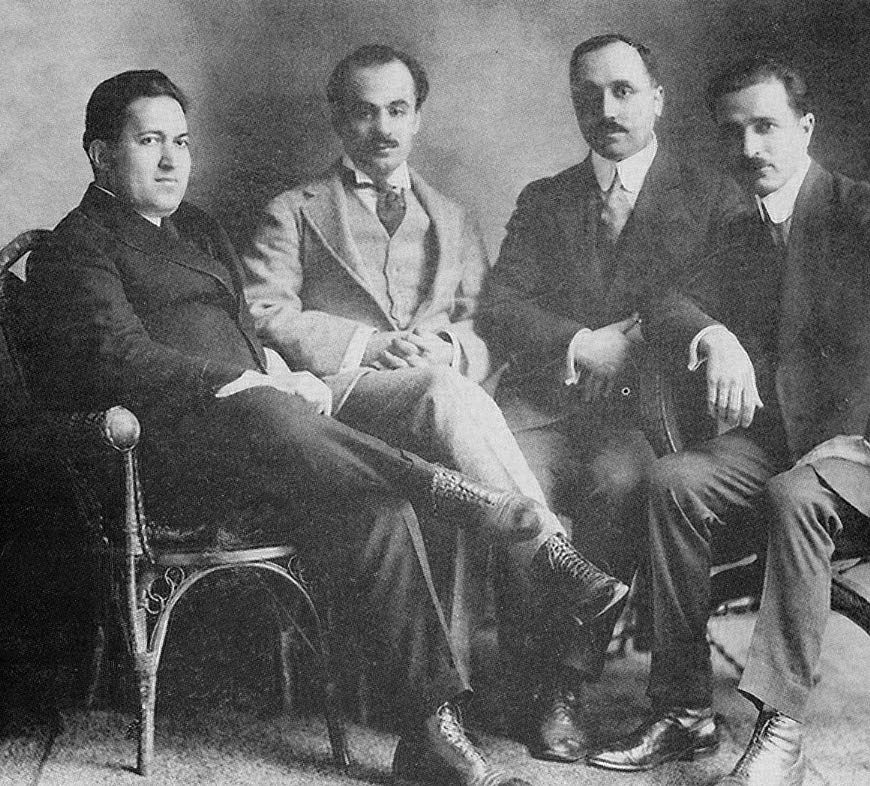
Quatre membres de la Ligue de la plume en 1920 : Nassib Arida, Gibran Khalil Gibran, Abdelmassih Haddad et Mikhail Naimy.

En 1911, Gibran s'installe à New York. En janvier 1912, un livre en arabe de Gibran, Al-Aǧniḥaẗ al-mutakassiraẗ (signifiant « Les Ailes brisées »), est publié aux éditions Mirʾāẗ al-ġarb. En avril, il est présenté à Abbas Effendi par Juliet Thompson. À la mi-décembre 1913 est publié dans le journal Al-Sāʾiḥ (signifiant « Le Pèlerin ») un article de Gibran en arabe dans lequel il se présente comme « chrétien et fier de l'être », « cependant » aimant « le prophète arabe » et « en » appelant « à la grandeur de son nom », chérissant « la gloire de l'Islam » et craignant que celle-ci ne s'étiole, aimant « le Coran », et ayant « logé Jésus dans une moitié de son cœur et Mahomet dans l'autre moitié ».
En 1914, les éditions Atlantic publient un livre en arabe de Gibran, Damʿaẗ wa-ibtisāmaẗ (signifiant « Larme et sourire »), aux. En 1915, il est nommé secrétaire du Comité d’aide aux sinistrés de la Syrie et du Mont-Liban, puis adhère au Comité des volontaires de la Syrie et du Mont-Liban. La même année, Gibran entame l'écriture de The Prophet.
En septembre 1918 est publié par Alfred A. Knopf son premier livre en anglais, The Madman (signifiant « Le Fou »), recueil de paraboles et de poèmes dont Gibran a déjà fait paraître l'un d'eux, intitulé Defeat, dans un « leaflet for Serbia ». L'année suivante, sont publiés un livre en arabe, Al-Mawākib (signifiant « [Les] Processions »), aux éditions Mirʾāẗ al-ġarb, et un livre en anglais, Twenty Drawings (signifiant « Vingt Dessins »), chez Alfred A. Knopf. En 1920, sont publiés un livre en arabe, Al-ʿAwāṣif (signifiant « Les Tempêtes »), au Caire aux éditions Al-Hilāl, et un livre en anglais, The Forerunner (signifiant « Le Précurseur »), chez Alfred A. Knopf. Le 28 avril 1920, Gibran reforme avec d'autres écrivains la Ligue de la plume.
En 1923, Gibran publie en arabe Al-Badāʾiʿ wa-al-ṭarāʾif (signifiant « [Les] Merveilles et [les] curiosités »), au Caire, aux éditions Al-Maṭbaʿaẗ al-ʿaṣriyyaẗ, et en anglais The Prophet chez Alfred A. Knopf. À une lecture de The Prophet organisée par le pasteur William Norman Guthrie à Saint Mark's Church, Gibran fait la connaissance de Barbara Young, qui sera sa secrétaire à partir de 1925. En 1926, un livre en anglais de Gibran, Sand and Foam (signifiant « Sable et écume »), est publié chez Alfred A. Knopf.
En 1928, Gibran publie en anglais chez Alfred A. Knopf, Jesus, the Son of Man (signifiant « Jésus, le Fils de l'Homme »), le plus long ouvrage qu'il ait écrit, il aurait dit à Barbara Young avoir commencé à l'écrire après qu'il « “fut saisi” d'une stupéfaction spirituelle » le 12 novembre 1926.
Le 14 mars 1931 il publie en anglais The Earth Gods (signifiant « Les Dieux de la Terre »), chez Alfred A. Knopf.
Gibran meurt le 10 avril 1931 à l'hôpital Saint Vincent de New York, d'« une cirrhose du foie » et d'« un début de tuberculose dans l'un des poumons ». L'année suivante, son corps est rapatrié au Liban et déposé dans la vieille chapelle du monastère de Mar Sarkis situé à la périphérie de Bcharré, devenu depuis un musée consacré à Gibran.

## Œuvres littéraires

### Influences
Selon Shmuel Moreh, Gibran a éprouvé beaucoup d'admiration pour Francis Marrache, qu'il a lu au collège de la Sagesse à Beyrouth. D'après Shmuel Moreh, on peut retrouver en écho dans les œuvres de Gibran le style de Marrache et nombre des idées de celui-ci sur l'esclavage, l'éducation, la libération de la femme, la vérité, la bonté naturelle de l'homme et la morale corrompue de la société. Khalil S. Hawi a mentionné la conception que Marrache a eue d'un « amour universel », en particulier, comme ayant laissé une impression profonde en Gibran.
William Blake aurait eu aussi une grande influence sur Gibran. Celle de Friedrich Nietzsche a pu être considérée n'avoir duré qu'un certain temps.

### Style
Le style de Gibran en arabe a été décrit par Jean et Kahlil G. Gibran comme « reflétant le langage quotidien entendu lorsqu'il était enfant à Bcharré, puis dans le quartier syrien du South End de Boston. C'est cet idiome familier, résultat de l'isolement beaucoup plus que d'une intention délibérée, qui a séduit des milliers d'immigrants arabes. »

## Œuvres plastiques
Gibran est l'auteur de nombreuses œuvres graphiques et picturales, dont plus de 500 ont été rassemblées dans le monastère de Mar Sarkis situé à la périphérie de Bcharré et devenu un musée consacré à Gibran.

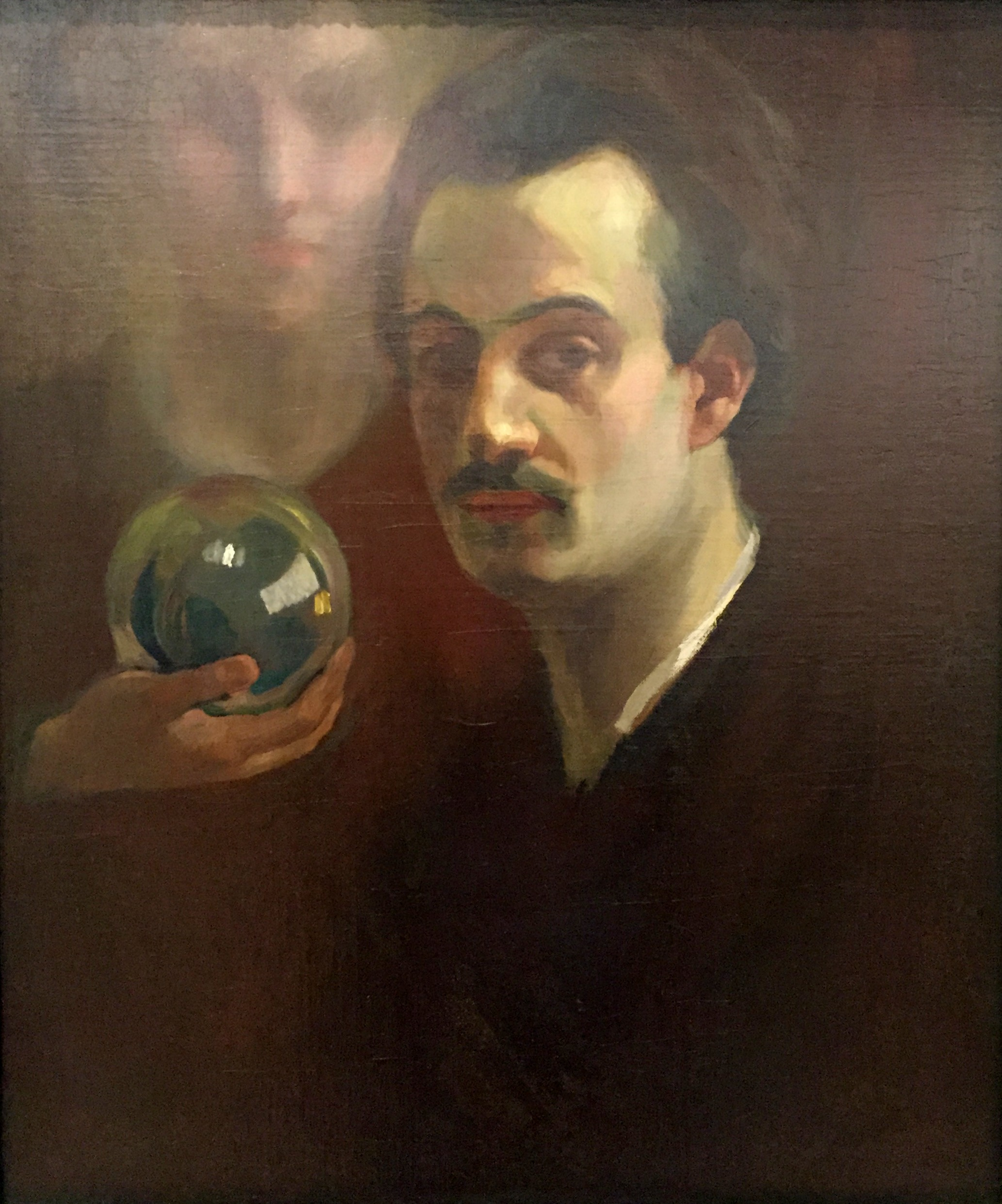
Autoportrait avec muse (1911), par Gibran.
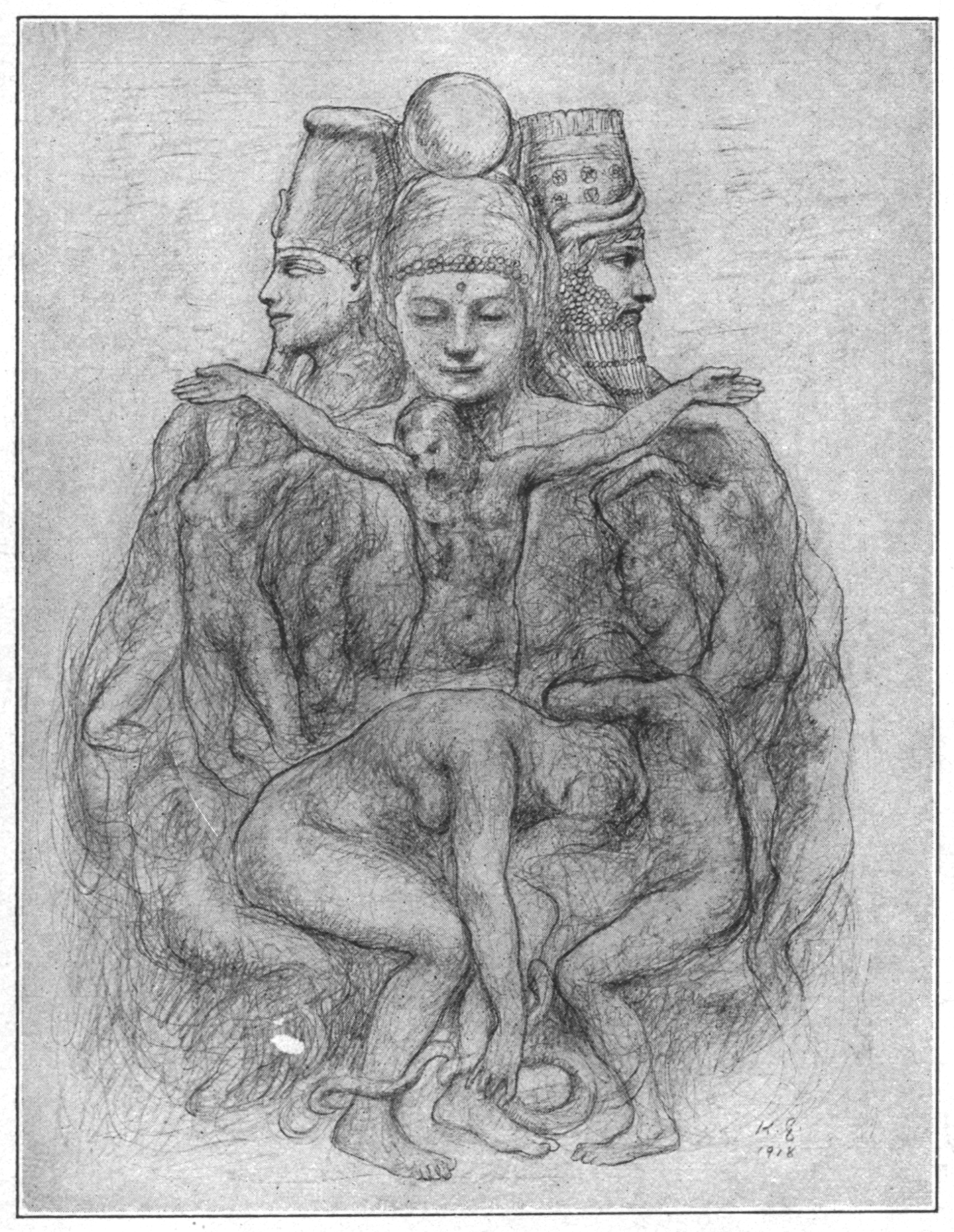
Illustration de The Madman (1918), par Gibran.

## Mysticisme
Selon une citation rapportée par Daniel S. Larangé, « Que Gibran fût un mystique, personne ne le conteste, mais qu'il ait été un mystique chrétien, comme l'avance Barbara Young, voilà qui ne va pas de soi »,. Selon une notice bibliographique publiée dans la Revue thomiste, le christianisme a constitué l'« horizon commun » de Gibran et de Mikhail Naimy, mais leur « chemin de pensée » les a « conduits à une reformulation à peu près complète des dogmes chrétiens, notamment à la lumière de l'hindouisme et de la théosophie [...] et dans une moindre mesure de l'islam ». Néanmoins, Rafic Chikhani a écrit que Gibran s'est distingué des théosophes par « le fait » qu'il a « retenu l'idée bouddhique du retour de l'âme qui se réalise grâce au désir et à l'évolution de tous les êtres humains vers le bien ».
Selon Sobhi Habchi, « la notion religieuse, philosophique du « troisième œil » est à la base de l’esthétique visionnaire de Gibran », et la « figure christique » a été « chez lui une source de visions quasi mystiques avant de devenir une figure poétique et mythique », qu'il a conçue, dans Jesus, the Son of Man, « comme la somme de soixante-dix-sept témoignages ou prises de parole ou de visions qui singularisent ceux qui furent ses contemporains ».
Gibran aurait dit à Mary Haskell et à Charlotte Teller avoir eu plusieurs vies antérieures « en Syrie, mais brèves ; une en Italie jusqu'à l'âge de vingt-cinq ans ; en Grèce jusqu'à vingt-deux ans ; en Égypte jusqu'à un très, très vieil âge ; plusieurs fois, peut-être six ou sept, en Chaldée ; une fois en Inde et en Perse ».
Gibran aurait aussi confié à Mary Haskell et à Charlotte Teller « qu'étant sur le point de dormir, il parvenait parfois à ressentir le dédoublement de son moi ».
Selon Barbara Young, « Gibran would sometimes say, after long moments of preoccupation with some thought apparently far removed from the present time and place, “Forgive me. So much of the time I am not here.” ».
Gibran aurait dit à Barbara Young, en parlant du prophète Almustafa qu'il avait mis en scène dans The Prophet : « That being [...] has always been with me, I think ».

## Postérité

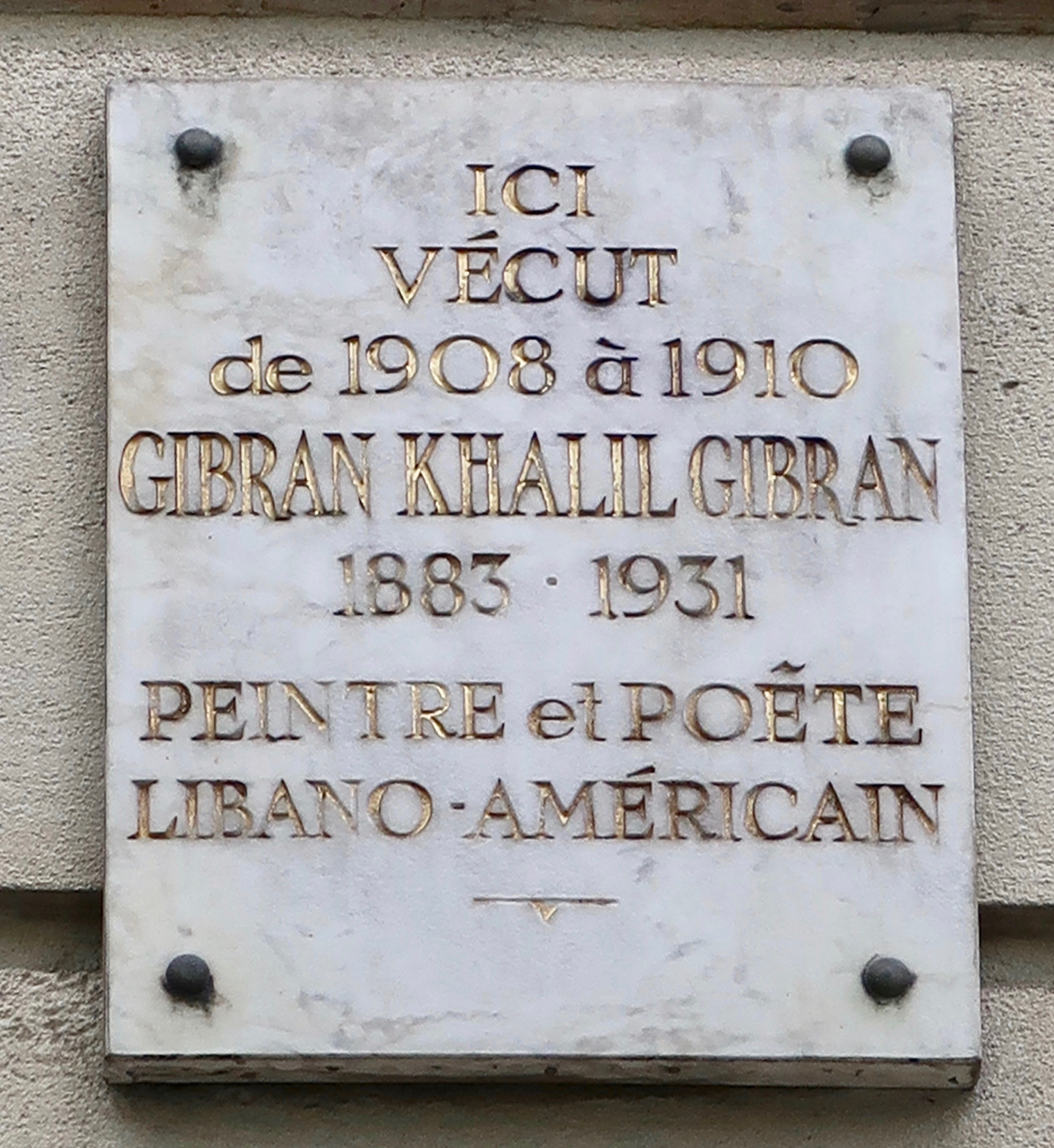
Plaque 14 avenue du Maine (Paris), où il vécut de 1908 à 1910.

Des œuvres littéraires de Gibran ont été adaptées au théâtre, au cinéma ou à la télévision :
- Le Prophète, film d'animation collectif, sorti en 2015.

La promenade Gibran-Khalil-Gibran lui rend hommage dans le 15e arrondissement de Paris.
Lors de son discours inaugural du 20 janvier 1961, John F. Kennedy transforme l'expression « Are you a politician asking what your country can do for you or a zealous one asking what you can do for your country? If you are the first, then you are a parasite; if the second, then you are an oasis in a desert », utilisée par Gibran dans son livre The New Frontier, en « Ask not what your country can do for you – ask what you can do for your country » sans pour autant citer le philosophe.
En 1996, un grand cèdre du Liban est planté square de l'Aspirant-Dunand (14e arrondissement de Paris) pour lui rendre hommage.
En 1971, David Bowie cite Khalil Gibran dans sa chanson The Width of a Circle de l'album The Man Who Sold the World (1971) : « So we asked a simple black bird, who was happy as can be / Well he laughed insane and quipped "KHALIL GIBRAN" ».